# Kalle Ankas Pocket 8: Kalle Anka klarar allt
Kalle Anka klarar allt är Kalle Ankas Pocket nr 8 och publicerades 1971.

## Innehåll

### På Noaks ark
En utklädd björnbuse lyckas övertyga Joakim att syndafloden är nära. Långt uppe i bergen börjar han bygga en stor ark som han fyller med alla sina pengar. Kalle och Knattarna hjälper till att bygga fartyget. En natt när alla sover kommer Björnligan dit med helikopter, lyfter upp fartyget och sätter ut det i havet. Eftersom Joakim inte tog med någon mat ombord blir det myteri och när Björnligans fartyg lockar med mat byter Kalle byter hela fartyget mot Björnligans. Björnligan fortsätter till Piratön där de gräver ned alla pengarna. På ön finns också kapten Glosöga och hans män som Joakim lyckas lura så att han snart har fått tillbaka sina pengar.

### Kalle Anka år 2001
Joakim oroar sig över framtiden. Hur ska det gå den dag Kalle ska ärva alltihop? Han skickar Kalle och Knattarna 30 år in i framtiden till 2001 för att ta reda på om Kalle slösar bort hela arvet. När de kommer till Ankeborg av 2001 svävar bilarna i luften och robotorna ser precis ut som människor. Framtidens Kalle har ärvt alla pengar och blivit precis lika snål som Joakim, det kan Kalle konstatera innan de återvänder.

### Sagan om Kalle Askunge
I ett litet land på medeltiden slavar Kalle Askunge åt den rike greve von Anka. Posten som rikets skattmästare är ledig men Kalle verkar inte ha en chans. Men Tyra Trollpacka dyker upp och förvandlar honom till en riddare. Precis innan han ska utnämnas till skattmästare tar förtrollningen slut. Kungen letar land och rike runt för att hitta det huvud som passar i hjälmen och till slut kan Kalle ändå utnämnas. Som skattmästare blir han lurad av Björnligan att köpa ett värdelöst slott.

### Spökskatten
Det hemlösa spöket Tossy har bosatt sig i pengabingen. Joakim kastar ut honom men Tossy får bo hemma hemma hos Kalle istället. Tossy blir så tacksam att han berättar om en skatt som finns i ett slott i Skottland. Joakim vill också ha skatten och för att de ska få skatten måste de övernatta i ett spökslott där spökena på alla sätt försöker skrämma dem.

### Kalle Anka på hemligt uppdrag
Säkerhetspolisen behöver någon som kan frakta ett paket med hemligt innehåll från en hemlig fabrik till Ankeborg och Kalle, som fiskar i närheten, blir utvald och blir jagad av spioner hela vägen till Ankeborg.

## Tabell
| Serie nummer | Namn                          | Ritad av              | Manus                         | Originaltitel                       |
| ------------ | ----------------------------- | --------------------- | ----------------------------- | ----------------------------------- |
| 1            | Flicksällskap                 | Al Taliaferro         | Bob Karp                      | ?                                   |
| 2            | På Noaks ark                  | Giovan Battista Carpi | Michele Gazzarri              | L'arca di Paperon-Noè               |
| 3            | Tidigt i säng                 | Al Taliaferro         | Bob Karp                      | ?                                   |
| 4            | År 2001                       | Luciano Gatto         | Attilio Mazzanti              | Paperino... Anno 2001               |
| 5            | Sagan om Kalle Askunge        | Luciano Capitanio     | Ennio Missaglia               | Le avventure di Paperin Cenerentolo |
| 6            | Spökskatten                   | Luciano Bottaro       | Luciano Bottaro, Carlo Chendi | Paperino e il fantasma conteso      |
| 7            | Kalle Anka på hemligt uppdrag | Romano Scarpa         | Romano Scarpa                 | Paperino e la gloria nazionale      |